# الفرجاني الدغمان
الفرجاني الدغمان (بالفرنسية: Ferjani Doghmane)‏، ولد في 2 فبراير 1955 في تونس العاصمة. هو سياسي تونسي. وهو عضو في حزب حركة النهضة ذات التوجهات الإسلامية.

انتخب الفرجاني دغمان في المجلس الوطني التأسيسي وذلك في انتخابات 23 أكتوبر 2011 عن حركة النهضة وعن دائرة أريانة الانتخابية.

الفرجاني دغمان يمثل بلاده لدى الجمعية البرلمانية الآورومتوسطية وذلك مع عبد السلام شعبان.

## السيرة الذاتية
تحصل الفرجاني دغمان على شهادة الباكالوريا من معهد خزندار الثانوي في 1976، في شعبة الآداب. بعد ذلك تخرج كمتفقد من للمدرسة الوطنية للادارة في 1979. انتقل بعد ذلك للدراسة في فرنسا، وأين تحصل فيها على شهادة من المعهد العالي للتجارة الخارجية في باريس في 1985.
إنضم إلى التيار الإسلامي في 1977، والذي أصبح بعد ذلك حركة النهضة. سجن بتهمة انتمائه للحركة سنة 1986، ونفي بعد ذلك لمدة 20 سنة خارج تونس، وعاد بعد الثورة التونسية في 2011.
انتخب دغمان في المجلس الوطني التأسيسي وذلك في انتخابات 23 أكتوبر 2011 عن حركة النهضة وعن دائرة أريانة الانتخابية.
داخل المجلس التأسيسي كان دغمان رئيس لجنة المالية والتخطيط والتنمية وعضو لجنة القضاء العدلي والإداري والمالي والدستوري.
في 7 نوفمبر 2013، عين كمتفقد عام للمصالح المالية في وزارة المالية، ولكن اعتبارا من 4 يوليو 2011.
أثناء الانتخابات التشريعية التونسية 2014، لم ترشح النهضة الفرجاني دغمان على قوائمها.

## مقالات ذات صلة
- حركة النهضة (تونس).

## روابط خارجية
- السيرة الذاتية للفرجاني الدغمان على موقع مرصد المجلس الوطني التأسيسي التابع لمنظمة البوصلة.